# 앵무조개
앵무조개(鸚鵡-)는 앵무조개과(Nautilidae)에 속하는 연체동물 종들의 총칭이다. 2개의 속에 6가지 종이 있으며, 두 속은 많이 다른 점이 있다.
앵무조개속에 속하는 종으로는 앵무조개(Nautilus pompilius), 알룸누스앵무조개(N. alumnus), 레페르투스앵무조개(N. repertus), 팔라우앵무조개(N. belauensis), 큰배꼽앵무조개(N. macromphalus), 넓은배꼽앵무조개(N. scrobiculatus) 등이 있다.
기타 현존동물 중 오징어·문어·낙지가 비교적 먼 친족관계이며 과거 멸종된 생물인 암모나이트가 앵무조개와 가까운 종이다. 고생대 캄브리아기에 출현하였으며 멸종된 암모나이트와 같은 조상에서 진화하였다. 일부는 오르도비스기 말기에 멸종하였으나 앵무조개는 살아남았다. 오랜 기간 동안 조금 많이 변했으며, 앵무조개아강에서 생존해 있는 유일한 종들이다. 살아있는 화석으로 여겨지곤 한다. 태평양의 심해 해저에 살고 있다.

## 분류
- † Carinonautilus
- † Cenoceras
- † Eutrephoceras
- † Pseudocenoceras
- † Strionautilus
- 알로나우틸루스속 (Allonautilus)
  - Allonautilus perforatus
  - 넓은배꼽앵무조개 (Allonautilus scrobiculatus)
- 앵무조개속 (Nautilus)
  - 팔라우앵무조개 (Nautilus belauensis)
  - † Nautilus cookanum
  - 배꼽앵무조개 (Nautilus macromphalus)
  - 황제앵무조개 (Nautilus pompilius) - 모식종
    - Nautilus pompilius pompilius
    - Nautilus pompilius suluensis

  - † Nautilus praepompilius
  - 스테놈팔루스앵무조개 (Nautilus stenomphalus)

## 같이 보기
- 연체동물
- 암모나이트
- 고생대
- 벨렘나이트
- 오징어
- 낙지
- 문어